# Syresham
Syresham es un pueblo y una parroquia civil del distrito de South Northamptonshire, en el condado de Northamptonshire (Inglaterra).

## Demografía
Según el censo de 2001, Syresham tenía 805 habitantes (414 varones y 391 mujeres). 146 de ellos (18,14%) eran menores de 16 años, 603 (74,91%) tenían entre 16 y 74, y 56 (6,95%) eran mayores de 74. La media de edad era de 41,42 años. De los 659 habitantes de 16 o más años, 160 (24,28%) estaban solteros, 394 (59,79%) casados, y 105 (15,93%) divorciados o viudos. 428 habitantes eran económicamente activos, 415 de ellos (96,96%) empleados y otros 13 (3,04%) desempleados. Había 11 hogares sin ocupar, 319 con residentes y 19 eran alojamientos vacacionales o segundas residencias.
| 587                         | 593 | 725 | 895 | 889 | 1027 | - | - | 800 | 773 | 672 | 654 | 618 | 582 | - | 677 | 665 |
| (Fuente: Vision of Britain) |     |     |     |     |      |   |   |     |     |     |     |     |     |   |     |     |